# Bolek et Lolek

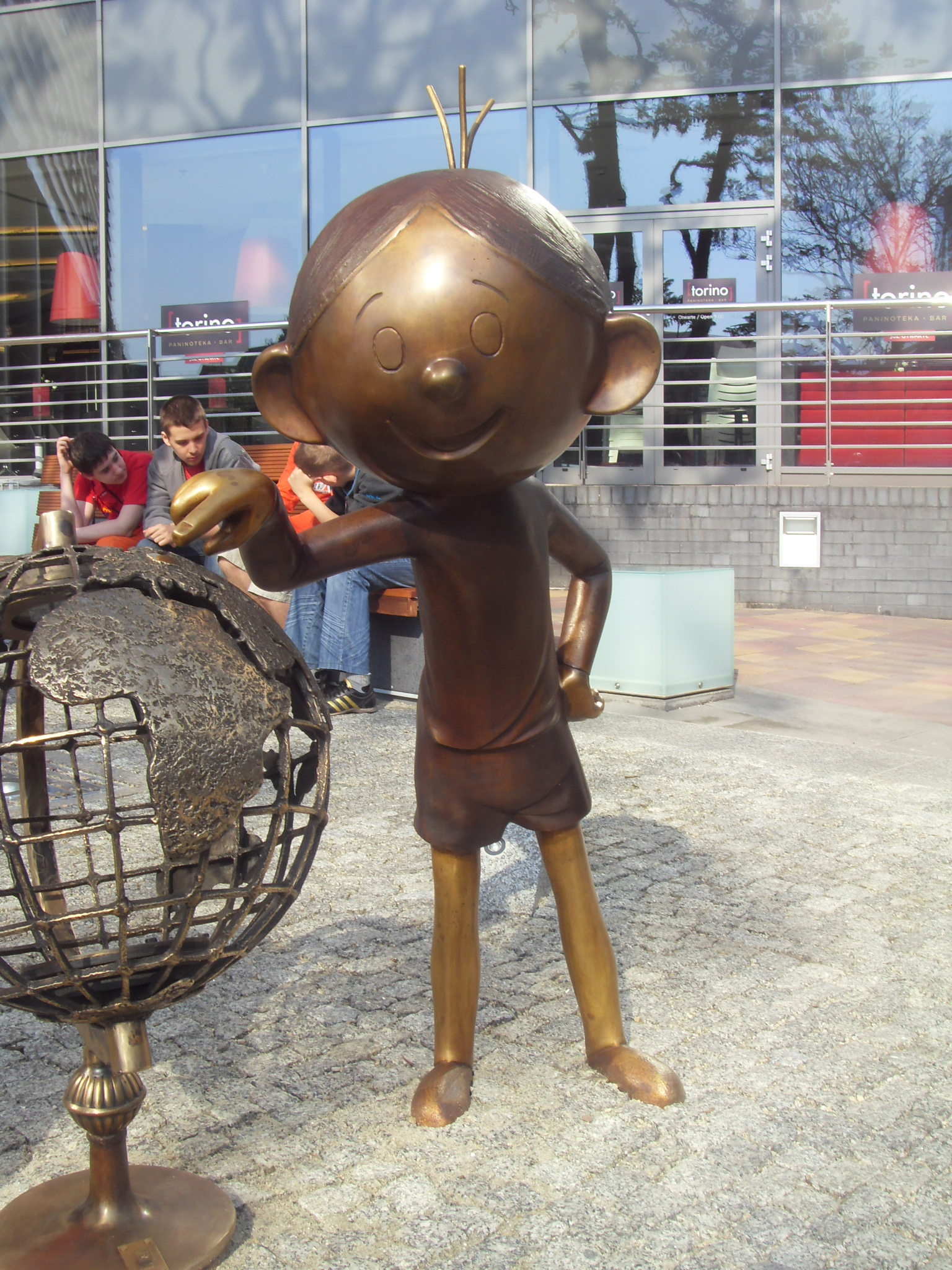
Statue de Bolek, à Bielsko-Biała.

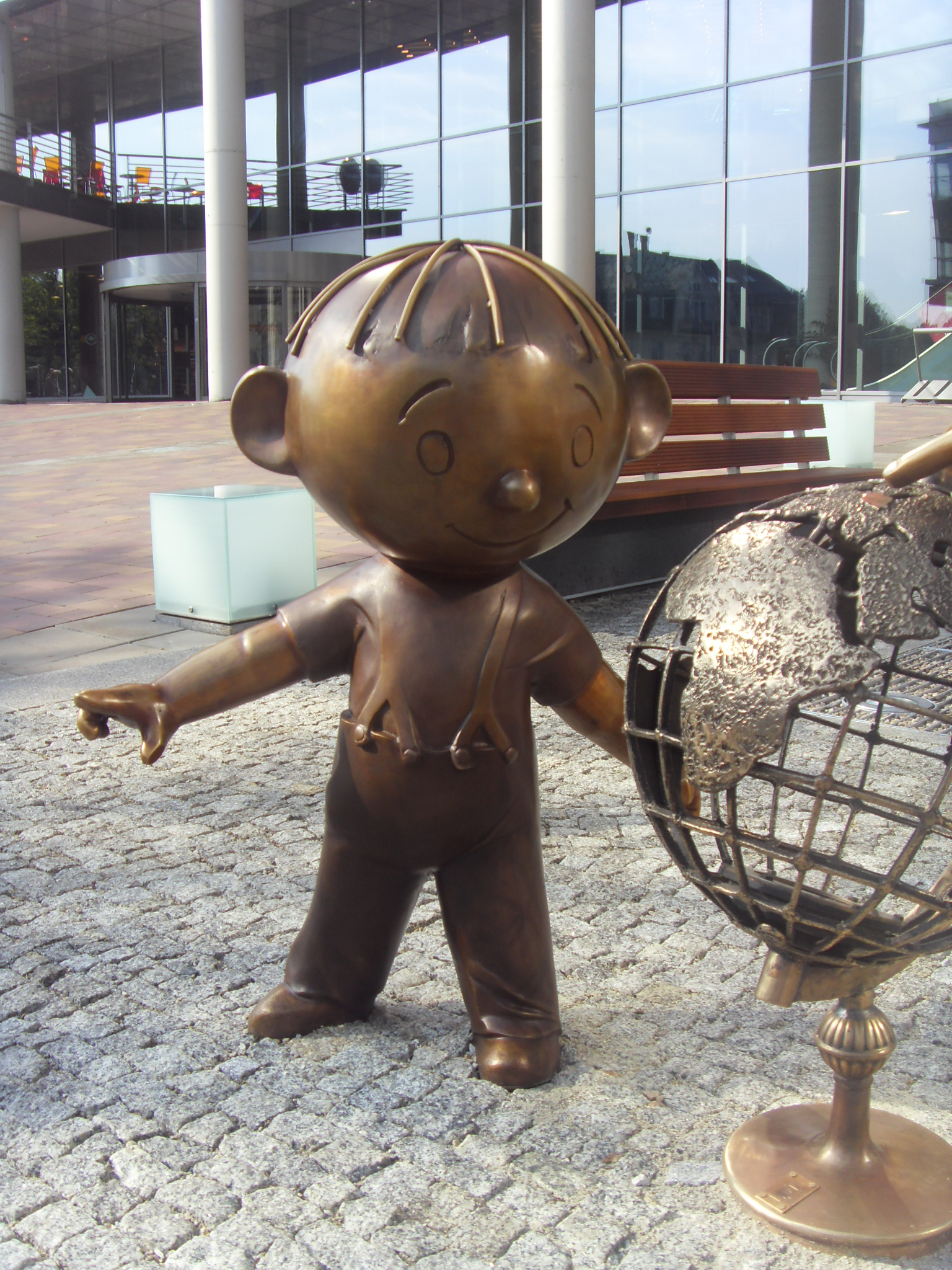
Statue de Lolek, à Bielsko-Biała.

Bolek et Lolek (Bolek i Lolek) est une série télévisée d'animation polonaise en 183 épisodes de 9 minutes, créée par Władysław Nehrebecki (pl) et diffusée en 1963 en Pologne sur Telewizja Polska.
Au Québec, la série est diffusée à partir de 1970 dans Bobino à la Télévision de Radio-Canada puis rediffusée à partir de septembre 1985 sur TVJQ, et en France à partir du 13 mars 1976 sur FR3 ; rediffusion en avril 1981 sur FR3 dans l'émission FR3 Jeunesse.

## Synopsis
Bolek et Lolek sont deux petits garçons qui n'arrêtent pas de faire des farces. Il leur arrive des tas d'aventures parfois malheureuses mais qui se terminent toujours bien.
Dans la troisième saison, Bolek et Lolek parcourent le monde, les deux jeunes héros font le tour du monde, choisissant au hasard leur pays de destination en faisant tourner un globe terrestre.
Bolek et Lolek ont été rejoints par Tola en 1973, un personnage de fille demandé par les filles dans l'auditoire. Elle est la mignonne petite fille qui vit dans la forêt.

## Personnages
- Bolek (interprété par Ewa Złotowska et Ilona Kuśmierska) : le frère aîné de Lolek.
- Lolek (interprété par Danuta Mancewicz et Danuta Przesmycka) : le jeune frère de Bolek.
- Tola - Une douce petite fille qui vivait dans la forêt. Elle est la cousine et l'intérêt d'amour de Bolek et Lolek. Tola ne correspond pas aux attentes des frères - elle n'est pas une princesse de conte de fée magique, elle est juste une garçon manqué[réf. nécessaire] ordinaire. Tola a les cheveux orange avec des tresses, porte une chemise blanche, une robe bleue sans manches, des chaussettes blanches et des chaussures noires.

## Saisons
1. Bolek i Lolek (13 épisodes, 1963-1964)
2. Bolek i Lolek (7 épisodes 1964-1965)
3. Bolek i Lolek na wakacjach (13 épisodes, 1965-1966)
4. Bolek i Lolek wyruszają w świat (18 épisodes, 1968-1970)
5. Bajki Bolka i Lolka (13 épisodes, 1970-1971)
6. Przygody Bolka i Lolka (63 épisodes, 1972-1980)
7. Bolek i Lolek na Dzikim Zachodzie (7 épisodes, 1971-1972)
8. Zabawy Bolka i Lolka (22 épisodes, 1975-1978)
9. Bolek i Lolek wśród górników (7 épisodes, 1980)
10. Olimpiada Bolka i Lolka (6 épisodes, 1983-1984)
11. Bolek i Lolek w Europie (5 épisodes, 1983-1991)

## Production
Parmi les différentes saisons de Bolek et Lolek diffusées en France, celles qui ont marqué les mémoires[réf. nécessaire] étaient la troisième saison : « Bolek et Lolek parcourent le monde » (Bolek i Lolek wyruszają w świat), produit de 1968 à 1970 (18 épisodes) ainsi que la sixième saison, la plus longue : « Les Aventures de Bolek et Lolek » (Przygody Bolka i Lolka) produit de 1972 à 1980 (63 épisodes).

### Longs métrages
Un seul des six longs métrages produits est arrivé en France, en vidéo, sous le titre : Le Grand Voyage de Bolek et Lolek (Wielka podróż Bolka i Lolka) (1977), qui reprend l'histoire du Tour du Monde en 80 Jours de Jules Verne.

## Autour de la série

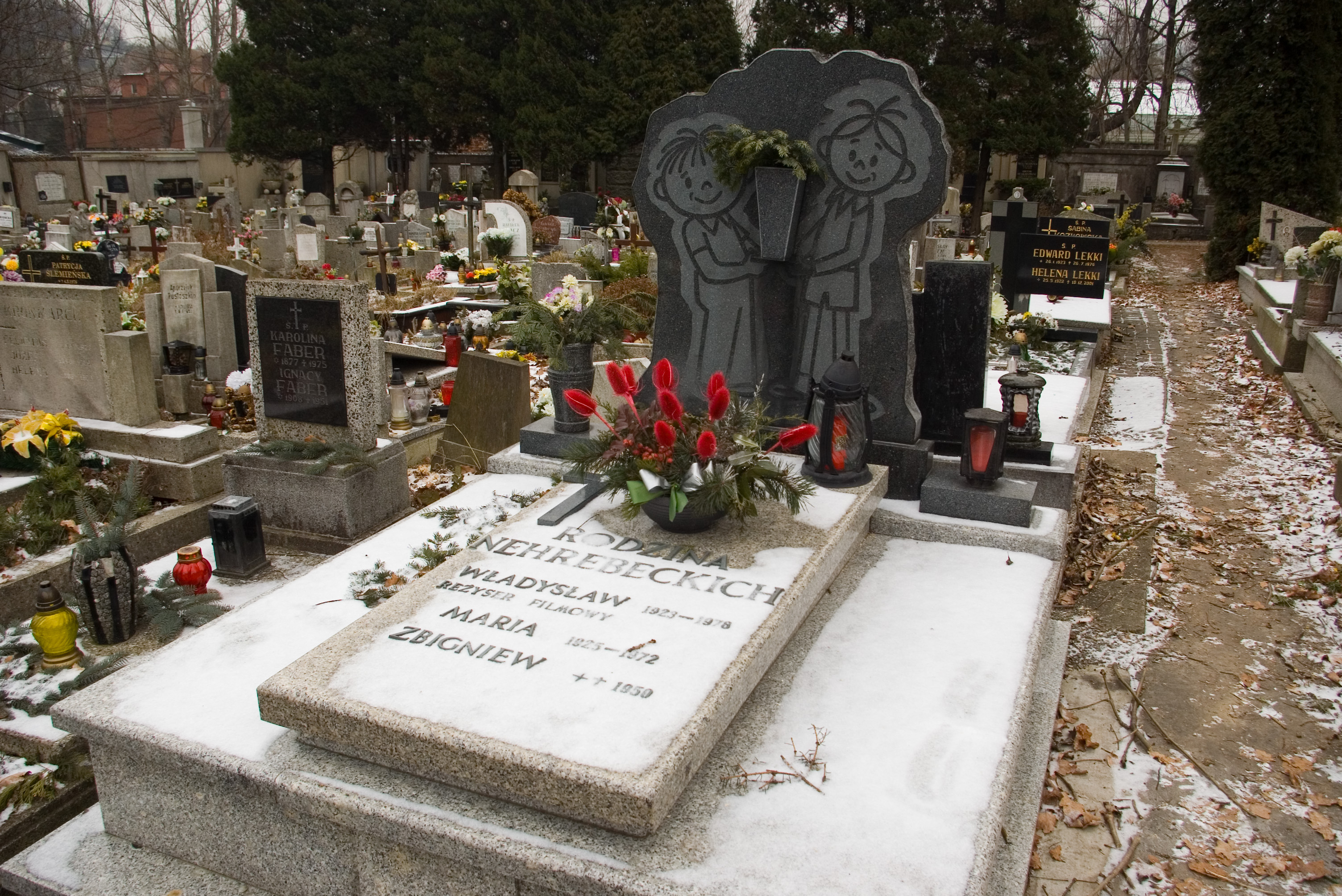
La tombe de Władysław Nehrebecki à Bielsko-Biała.

Ce dessin animé muet a connu un grand succès dans le monde entier. En polonais, les noms originaux des deux personnages sont les diminutifs de Bolesław (en français : Boleslas) et Karol (en français : Charles).
La série est tellement connue en Pologne que des villes polonaises possèdent une rue portant les noms des deux personnages ; des statues ont même été créées à leur effigie à Bielsko-Biała (voir photos ci-contre).
C'était le seul dessin animé autorisé à être diffusé à la télévision iranienne après la révolution iranienne de 1979.
Les personnages de Bolek et de Lolek ont été gravés sur la tombe de leur créateur, l'animateur Władysław Nehrebecki (en), inhumé dans la ville de Bielsko-Biała.

## Produits dérivés (France)

### DVD
- Bolek et Lolek - Volume 1 (ASIN B000KEHLBW)
- Bolek et Lolek - Volume 2 (ASIN B000KEHLC6)